# 보루시아 풀다
보루시아 풀다(독일어: Sportclub Borussia 1904 Fulda)는 헤센주 풀다의 독일 축구 클럽이다. 클럽은 1904년 7월 4일 FC Borussia 1904 Fulda 로 설립되었으며 1923년 7월에 Radsportclub 1907 Fulda가 처음 합류한 후 9월에 Kraftsportklub Germania Fulda 가 합류하면서 많은 변화를 겪게 되었다.